# 44 Andromedae
44 Andromedae (44 And), som är stjärnans Flamsteedbeteckning, är en ensam stjärna belägen i den norra delen av stjärnbilden Andromeda. Den har en skenbar magnitud på ca 5,67 och är svagt synlig för blotta ögat där ljusföroreningar ej förekommer. Baserat på parallaxmätning inom Hipparcosuppdraget på ca 19,1 mas, beräknas den befinna sig på ett avstånd på ca 170 ljusår (ca 52 parsek) från solen. Stjärnan rör sig närmare solen med en heliocentrisk radiell hastighet av ca -14 km/s.

## Egenskaper
44 Andromedae är en gul till vit stjärna i huvudserien av spektralklass F8 V. Gray et al. (2001) gav den emellertid spektralklass F9 IV, vilket tyder på att den istället kan vara en underjättestjärna som utvecklas bort från huvudserien sedan förrådet av väte i dess kärna förbrukats. Den har en massa som är ca 1,6 gånger solens massa, en radie som är ca 3,6 gånger större än solens och utsänder ca 13 gånger mera energi än solen från dess fotosfär vid en effektiv temperatur på ca 6 000 K. Stjärnan verkar ha ett överskott av strålning för en stjärna av dess typ, vilket kan tyda på förekomst av en ljus följeslagare, men ingen radiell hastighetsvariation har observerats.